# Rasmus Festersen
Rasmus Festersen (ur. 26 sierpnia 1986 w Viborgu) – duński piłkarz występujący na pozycji napastnika w Odense BK.

## Kariera
Karierę zaczynał w juniorskich drużynach Kjellerup. W 2007 roku podpisał zawodowy kontrakt z występującym wówczas w I Division (drugi poziom rozgrywkowy w Danii) Silkeborg IF. Po sezonie 2007/2008 przez pół roku był zawodnikiem Slagelse B&I, by w lipcu 2008 roku podpisać kontrakt z FC Vestsjælland. Grał tam przez 4 sezony. Po sezonie 2011/2012 odszedł do australijskiego Oakleigh Cannons FC, lecz już po pół roku, w styczniu 2013 roku powrócił do FC Vestsjælland. Dokończył z nimi sezon 2012/2013, w którym to zajęli 2. miejsce w lidze i wywalczyli awans do Superligaen. W pierwszym sezonie w wyższej lidze Vestsjælland się utrzymało, a Festersen w 28 meczach zdobył 5 bramek. W sezonie 2014/2015 poprawił swój bilans strzelecki, zdobywając 10 bramek w 31 meczach. Nie uchroniło to jednak jego drużyny przed spadkiem.
Festersen nie zamierzał ponownie grać na drugim poziomie rozgrywkowym, więc 3 lipca 2015 roku został zawodnikiem Odense BK. Jego pierwszym spotkaniem w nowej drużynie, w którym to od razu strzelił także swojego pierwszego gola dla niej było wygrane 3:0 spotkanie ligowe z Hobro IK 19 lipca 2015 roku. Odense zajęło ostatecznie 7. miejsce w lidze, a Rasmus strzelił 14 bramek w 30 meczach. Sezony 2016/2017 i 2017/2018 to dla Odense kolejno 11. i 9. miejsce w lidze, a Festersen notował już mniej trafień niż w swoim pierwszym sezonie.